# Sicignano degli Alburni
Sicignano degli Alburni é uma comuna italiana da região da Campania, província de Salerno, com cerca de 3.460 habitantes. Estende-se por uma área de 80 km², tendo uma densidade populacional de 43 hab/km². Faz fronteira com Auletta, Buccino, Castelcivita, Contursi Terme, Ottati, Palomonte, Petina, Postiglione.

## Demografia
| Variação demográfica do município entre 1861 e 2011                               |
|                                                                                   |
| Fonte: Istituto Nazionale di Statistica (ISTAT) - Elaboração gráfica da Wikipedia |